# Pitulicea
Pitulicea – wieś w Rumunii, w okręgu Buzău, w gminie Glodeanu Sărat. W 2011 roku liczyła 995 mieszkańców.